# Jaume Roures
Jaume Roures Llop
 (Barcelona, 24 de abril de 1950) es un empresario y productor cinematográfico español. Es administrador único de Mediapro y propietario de un 12 % de Imagina Media Audiovisual. Alcanzó especial relevancia pública al obtener en 2005 la concesión de la última licencia de televisión en abierto que se concedió (La Sexta) por parte del entonces gobierno de José Luis Rodríguez Zapatero, sin concurso alguno y cuando ya se había decidido no conceder más licencias de televisión, en formato analógico. En 2007, fue el fundador del diario Público junto con Tatxo Benet y Toni Cases, a través de la editora Mediapubli Sociedad de Publicaciones y Ediciones.
Su estrategia empresarial logró arrancar los derechos de emisión de los partidos de fútbol al Grupo Prisa en 2007-2008 en la denominada "guerra del fútbol", una pugna que en 2018 perduraba entre los diferentes operadores y en la que Mediapro sigue siendo protagonista.
También ha destacado por apoyar la producción de varios documentales de denuncia política y social, entre ellos en 2017 dirigió el documental Las cloacas de Interior. Es productor del documental 1-O sobre el referéndum de independencia convocado en Cataluña el 1 de octubre de 2017.

## Trayectoria profesional
Nació en Barcelona con el nombre de Jaime Robles Lobo en 1950. Su padre murió de cáncer. A los doce años dejó los estudios a para empezar a trabajar en una linotipia y posteriormente en una editorial. Empezó su militancia política a los catorce años de edad, primero en Comisiones Obreras y el Front Obrer de Catalunya, donde militaban también Pascual Maragall o Miquel Roca. y posteriormente en la trotskista Liga Comunista Revolucionaria (LCR) y en la IV Internacional.
En 1969 Roures estuvo en la cárcel por su militancia clandestina en Comisiones Obreras.[cita requerida] En 1971 fue detenido también en Bilbao explica en una entrevista. En la etapa democrática, en 1983, fue detenido por colaboración con la banda terrorista ETA. Fue acusado de colaborar en la constitución del comando Barcelona y de haber alojado en su domicilio al etarra Iñaki Ibero Otegui, secuestrador del industrial Saturnino Orbegozo, que por entonces huía de la acción de la justicia y trataba de reconstruir el comando en la capital catalana. En aquella época los miembros de la LCR estaban a favor de la autodeterminación de los pueblos mediante un proceso revolucionario. 
En 1984 participó en la creación y desarrollo de TV3 donde trabajó entre 1984 y 2001 y donde fue responsable durante 8 años del departamento de Noticias y Producciones Deportivas. También -explica- fue presidente del Comité de Empresa durante algunos años. Posteriormente fue responsable de Operaciones Especiales de la FORTA y jefe del Departamento de Televisión en Dorna, empresa organizadora del Campeonato del Mundo de Motociclismo.  
En 1994 fundó Mediapro, sin prácticamente capital social, junto a Josep María "Tatxo" Benet Ferrán y Gerard Romy Belilos, empresa de la que es director general. Actualmente es una de las productoras más importantes de Europa de la que Roures posee una tercera parte (2009).
Alcanzó especial relevancia pública al obtener en 2005 la concesión de la última licencia de televisión en abierto que se concedió (La Sexta), por parte del gobierno de José Luis Rodríguez Zapatero, sin concurso alguno y cuando ya se había decidido no conceder más licencias de televisión,[cita requerida] y al crear en 2007 el diario Público —junto con Tatxo Benet y Toni Cases — a través de la editora Mediapubli Sociedad de Publicaciones y Ediciones, situándole en el papel, según algunos medios de comunicación de "nuevo magnate de la comunicación en la era Zapatero". Tras enfrentarse inicialmente a Sogecable con la llamada "guerra del fútbol" con el nuevo periódico confrontaba con el Grupo Prisa y el diario El País un medio próximo al expresidente Felipe González. Según algunos medios, se había producido una alianza entre Roures y el presidente Zapatero para crear un grupo de comunicación que hiciera de contrapeso al Grupo Prisa.
En 2007-2008 compró los derechos de retransmisión de 39 de los 42 equipos de Primera División. Y en julio de 2008 Roures anunció el lanzamiento de un canal de pago.
En 2009, en una entrevista realizada a Roures en el periódico francés Libération el círculo de personas próximas se citaban el presidente Zapatero, Woody Allen, Johan Cruyff y Bernie Ecclestone de quien obtuvo la exclusividad de retransmisión de Fórmula 1 en 2010 que le arrebató a Telecinco. Yo no trabajo, yo milito explicaba en la entrevista. Luchó contra el Grupo Prisa para obtener los derechos de retransmisión de los partidos de fútbol en España y arrebató a Telecinco los derechos de retransmisión de la Fórmula 1. Con Gol Televisión continuó la lucha con Prisa y Sogecable que hasta entonces monopolizaban la difusión del fútbol de pago en televisión. También ha promocionado retransmisiones de fútbol en cines con la idea de que los espectadores puedan ver los partidos en pantallas de cine pagando el mismo precio que pagarían por ver una película.
En enero de 2012, Público despidió a la práctica totalidad de su plantilla mediante la aplicación de dos ERE tras el cierre de la edición impresa del diario. El 22 de mayo de 2012, una asociación de extrabajadores y lectores acudieron a la subasta para adquirir el rotativo, que sorpresivamente fue adjudicado de nuevo al grupo de Roures.
A finales del mes de octubre del 2023 fue despedido fulminantemente de Mediapro por discrepancias con la actual propietaria del grupo, descansando al fin de su productiva labor en los medios de comunicación.

## Producción de películas y documentales
Junto a sus estrategias empresariales, Roures ha destacado por invertir en la producción de películas y documentales sociales, entre ellas Los lunes al sol  (2002) o La vida secreta de las palabras (2005) de Isabel Coixet sobre las violaciones en Bosnia o la película Salvador (2006) de Manuel Huerga sobre la historia del anarquista Puig Antich. También ha sido productor de Vicky Cristina Barcelona de Woody Allen estrenada en 2008 y ha participado en la financiación de las tres siguientes películas del director.
Entre los documentales políticos y sociales más relevantes que ha producido se encuentran el documental como Comandante (2003) de Oliver Stone, sobre Fidel Castro, Llach: La revolta permanent (2006) dirigido por Lluís Danés que repasa la trayectoria del cantautor Lluís Llach utilizando como leit-motiv la masacre de Vitoria del 3 de marzo de 1976, que inspiró la obra Campanades a Morts, el documental dirigido por el propio Roures "Las cloacas de Interior" (2017) un trabajo de investigación desarrollado a partir de la trama revelada por el diario Público en junio de 2016, sobre el uso partidista del Ministerio del Interior durante el mandato de Jorge Fernández Díaz para perjudicar e incriminar a los independentistas catalanes, o el documental 1-O dirigido por Lluís Arcarazo estrenado en enero de 2018 sobre los acontecimientos producidos el 1 de octubre de 2017, en la jornada conocida como 1-O sobre el referéndum convocado por la Generalidad y suspendido por el Tribunal Constitucional, así como sobre los incidentes que se produjeron después de que el Gobierno recurriera a la Policía Nacional y a la Guardia Civil para descabezarlo.

## Ideología
Roures se define como de izquierdas y catalanista. En su juventud militó en el Front Obrer de Catalunya, en la trotskista Liga Comunista Revolucionaria (LCR) y en la IV Internacional, un pasado que reivindica. “(Ser trotskista) «Para mí es una filosofía política y un método de análisis de la realidad. La situación política de aquí y de fuera ha terminado por dar la razón a todo este pensamiento marxista. Con todos los matices que quieras». Se manifiesta partidario de la aplicación del derecho de autodeterminación de los pueblos en Cataluña. 
En 1983, fue detenido por colaboración con la banda terrorista ETA. Fue acusado de colaborar en la constitución del comando Barcelona y de haber alojado en su domicilio al etarra lñaki Ibero Otegui, secuestrador del industrial Saturnino Orbegozo, que por entonces huía de la acción de la justicia y trataba de reconstruir el comando en la capital catalana. En aquella época los miembros de la LCR estaban a favor de la autodeterminación de los pueblos mediante un proceso revolucionario. En total pasó dos años en la cárcel.
«Esa fue la última, antes hubo otras seis detenciones, pero no me gusta hablar de eso, no es extraordinario: en aquella época había miles de personas en la cárcel. Y yo no diría ultraizquierdista: me viene de que aquí había una de las más crueles dictaduras y se mataba a mucha gente, aunque nos hayamos olvidado. ¿Qué país de Europa tiene a 150.000 desaparecidos enterrados? Éste. Se habla mucho de las víctimas del terrorismo de ETA, pero no de las del terrorismo de Fraga Iribarne o el señor Martín Villa, presidente de Sogecable.»
Según sus propias declaraciones, en 2012 votó a la CUP y en 2016 a Podemos en las elecciones europeas y a Catalunya Sí que es Pot. Defiende el derecho a la autodeterminación de Cataluña -una posición, asegura, que ya defendía 50 años atrás- y está a favor de la celebración de un referéndum aunque reconoce que probablemente votaría a favor de que Cataluña continuara en España. «Quienes nos hemos criado en el pensamiento federalista también tenemos problemas para ver que la solución sea la independencia.»
En 2018 un informe de la Guardia Civil mencionó que «podría formar parte del comité» de la convocatoria 1-O. Roures denunció que era una operación interesada y dirigida, relacionada con el documental sobre el 1 de octubre y Las cloacas de Interior.
Mediapro organizó el centro de prensa el 1 de octubre que utilizó el gobierno de la Generalidad durante la convocatoria del 1-O para el seguimiento de la convocatoria de referéndum con 400 periodistas acreditados.

## Filmografía
Como productor
- Los lunes al sol, coproductor (2002) - largometraje
- Comandante (2003) - documental
- Princesas (2005) - largometraje
- Volando voy (2006) - largometraje
- Amor en defensa propia (2006) - largometraje
- Salvador (Puig Antich) (2006) - largometraje
- Llach: La revolta permanent (2006) - documental
- Va a ser que nadie es perfecto (2006) - largometraje
- Camino (2008) - largometraje
- Sexykiller, morirás por ella (2008)
- Vicky Cristina Barcelona (2008), dirigida por Woody Allen
- Conocerás al hombre de tus sueños, Coproductor (2011), dirigida por Woody Allen
- Medianoche en París, coproductor (2011)
- Las cloacas de Interior (2017) - documental - director y productor
- 1-O (2018) - documental

## Premios
Medallas del Círculo de Escritores Cinematográficos
| Año  | Categoría      | Película         | Resultado |
| ---- | -------------- | ---------------- | --------- |
| 2002 | Mejor película | Los lunes al sol | Ganador   |